# Marianela Huen
Marianela Huen (12 de febrero de 1960) es una ex nadadora venezolana. Compitió en cuatro eventos de los Juegos Olímpicos de Montreal 1976.